# Discovery (álbum de Daft Punk)
Discovery é o segundo álbum de estúdio da dupla de french house Daft Punk, lançado em 12 de março de 2001. Este marca uma mudança no som do Chicago house, que foram anteriormente conhecidos por disco e estilos synthpop. O álbum também forneceu-se como trilha sonora para o filme em anime Interstella 5555: The 5tory of the 5ecret 5tar 5ystem, que foi uma colaboração entre os criadores do álbum, Leiji Matsumoto e Toei Animation. Todos os videoclipes para as faixas no álbum são segmentos do filme.
As primeiras versões do álbum incluíam um cartão de membro do "Daft Club". O cartão incluía um código que permitia o acesso a um serviço de música online, que continha faixas que mais tarde seriam lançadas no álbum com o mesmo nome e Alive 1997.

## Tema e produção
De acordo com uma entrevista com a Remix Magazine Online, Thomas Bangalter afirmou:
| “ | Este álbum tem muito a ver com a nossa infância e as memórias de estado em que estávamos nas fases de nossas vidas. É sobre a nossa relação pessoal com esse tempo. É menos uma homenagem à música de 1975 a 1985, como uma época, e mais focado no tempo que tínhamos de zero a dez anos de idade. Quando é criança, você não julga ou analisa música. Você só gosta disto porque gosta. Você não se preocupa se é legal ou não. Às vezes você pode se referir a apenas uma coisa em uma canção, como o som da guitarra. Este álbum traz um lúdico, divertido e colorido olhar de música. É sobre a ideia de olhar para alguma coisa com uma mente aberta e não fazer muitas perguntas. É sobre a verdadeira, simples e honesta relação que você tem com a música quando você está aberto para os seus próprios sentimentos. | ” |

Um quantidade significativa de samples está presente no álbum. As faixas com sample reforça a declaração de Thomas Bangalter sobre o tema de Discovery. Ao invés de simplesmente criar novas músicas a partir de samples, Daft Punk trabalhou com eles por escrito e acrescentou diversos instrumentos. As notas do álbum Discovery especificam o uso autorizado de samples para quatro faixas: parte de "I Love You More" de George Duke é destaque em "Digital Love"; "Cola Bottle Baby" de Edwin Birdsong serviu de sample para "Harder, Better, Faster, Stronger"; a canção "Can You Imagine" de The Imperials é utilizada para "Crescendolls"; um sample de "Who's Been Sleeping In My Bed" de Barry Manilow está presente em "Superheroes".
Vários sites listam muitos outros samples presentes no álbum, mas Bangalter afirmou que metade dos samples listados não são verdadeiros. Também declarou que os samples que eles fazem são legitimamente produzidos, não algo que tentam esconder. Guy-Manuel de Homem-Christo estimou que metade do material usado como sample em Discovery foi tocado ao vivo pela dupla:
| “ | Eu toco mais guitarra geralmente, e Thomas toca mais teclado e baixo. Não há ego envolvido. Nós não discutimos sobre quem está tocando o quê. Você pode obter o som de uma guitarra com um teclado, ou o contrário. Nós realmente não nos preocupamos com quem vai fazer o quê, enquanto ele é bem-feito. Ao mesmo tempo, quando você usa samples, você não tem este problema. Quando você usa um sampler, ninguém toca nele, por isso o problema do ego do músico não está realmente lá. Por tudo o que fazemos, não importa como você obtém os resultados, o importante é o resultado. | ” |

Leiji Matsumoto supervisionou a criação de vários videoclipes para Discovery. Os vídeos mais tarde apareceram como cenas do longa-metragem Interstella 5555: The 5tory of the 5ecret 5tar 5ystem. Este foi criado como uma colaboração entre Matsumoto, Daft Punk, Cédric Hervet e Toei Animation. O filme apresenta o álbum inteiro como a sua trilha sonora.

## Recepção
| Críticas profissionais | Críticas profissionais |
| Pontuações agregadas   | Pontuações agregadas   |
| Fonte                  | Avaliação              |
| ---------------------- | ---------------------- |
| Metacritic             | (74/100)               |
| Avaliações da crítica  |                        |
| Fonte                  | Avaliação              |
| Allmusic               | [ 6 ]                  |
| Robert Christgau       | C+                     |
| Entertainment Weekly   | B                      |
| The Guardian           | [ 9 ]                  |
| Mixmag                 | [ 10 ]                 |
| NME                    | (9/10)                 |
| Pitchfork Media        | (6.4/10)               |
| Q                      | [ 13 ]                 |
| Rolling Stone          | [ 14 ]                 |
| Spin                   | 8/10                   |

Após o lançamento, os críticos notaram de imediato as diferenças de estilo de Discovery em relação a Homework. A alteração na estética foi uma choque para os fãs dos trabalhos anteriores de Daft Punk e inicialmente causou espanto a alguns críticos. A Q classificou o álbum com cinco estrelas, acontecimento raro para a revista.
O álbum alcançou a 2ª posição no Reino Unido e a 44ª nos EUA. Discovery já vendeu pelo menos 2,6 milhões de cópias desde 2005. Dois hits clássicos vieram deste álbum: "One More Time" e "Harder, Better, Faster, Stronger". A canção "Face to Face" alcançou a 1ª posição nas paradas musicais da Billboard Club em 2004.
Várias canções do álbum viriam a ser usadas como sample por outros artistas. A canção "Stronger" de Kanye West do álbum Graduation apresenta um sample vocal de "Harder, Better, Faster, Stronger". Este foi mais tarde realizado um show ao vivo no Grammy Awards 2008 com Daft Punk na sua marca registrada, a pirâmide, enquanto Kanye West cantava no palco. A canção "Summertime" de Wiley do álbum See Clear Now apresenta um sample de "Aerodynamic". A canção "Dream Big" de Jazmine Sullivan do álbum Fearless contém um sample de "Veridis Quo".

## Faixas
Todas as músicas compostas por Thomas Bangalter e Guy-Manuel de Homem-Christo, exceto as com anotação.
| N.º | Título                                                                           | Duração |  |
| 1.  | "One More Time" (Bangalter, de Homem-Christo, Anthony Moore)                     | 5:20    |  |
| 2.  | "Aerodynamic"                                                                    | 3:27    |  |
| 3.  | "Digital Love" (Bangalter, de Homem-Christo, Carlos Sosa, George Duke)           | 4:58    |  |
| 4.  | "Harder, Better, Faster, Stronger" (Bangalter, de Homem-Christo, Edwin Birdsong) | 3:44    |  |
| 5.  | "Crescendolls"                                                                   | 3:31    |  |
| 6.  | "Nightvision"                                                                    | 1:44    |  |
| 7.  | "Superheroes" (Bangalter, de Homem-Christo, Barry Manilow, Marty Panzer)         | 3:57    |  |
| 8.  | "High Life"                                                                      | 3:21    |  |
| 9.  | "Something About Us"                                                             | 3:51    |  |
| 10. | "Voyager"                                                                        | 3:47    |  |
| 11. | "Veridis Quo"                                                                    | 5:44    |  |
| 12. | "Short Circuit"                                                                  | 3:26    |  |
| 13. | "Face to Face" (Bangalter, de Homem-Christo, Todd Imperatrice)                   | 4:00    |  |
| 14. | "Too Long" (Bangalter, de Homem-Christo, Moore)                                  | 10:00   |  |

## Pessoal
- Daft Punk – sequenciadores, samples, sintetizadores, vocais, vocoders, máquinas de ritmos, programação, produção, ideia, direção de arte
- Romanthony – letras, vocal em "One More Time" e letras, vocais, co-produção em "Too Long"
- DJ Sneak – letras em "Digital Love"
- Todd Edwards – letras, vocais, co-produção em "Face to Face"
- Nilesh Patel – masterização
- Alex & Martin – ideia, direção de arte
- Cedric Hervet – ideia, direção de arte
- Gildas Loaëc – ideia, direção de arte
- Simon Scott – ideia, direção de arte
- Daniel Vangarde – ideia, direção de arte
- Pedro Winter – ideia, direção de arte
- Mitchell Feinberg – fotografias de metal líquido
- Luis Sanchis – fotografia suave
- Tony Gardner & Alterian – engenharia biônica
- Tamiyuki "Spike" Sugiyama – conector de Tóquio

## Desempenho nas paradas
| Paradas (2001)                                         | Melhor posição |
| ------------------------------------------------------ | -------------- |
| Alemanha (Offizielle Top 100)                          | 5              |
| Austrália (ARIA Charts)                                | 7              |
| Áustria (Ö3 Austria Top 40)                            | 6              |
| Bélgica (Ultratop 50 Flandres)                         | 1              |
| Bélgica (Ultratop 40 Valônia)                          | 3              |
| Canadá (Canadian Albums Chart)                         | 2              |
| Dinamarca (Hitlisten)                                  | 12             |
| Espanha (PROMUSICAE)                                   | 15             |
| Estados Unidos (Billboard 200)                         | 23             |
| Estados Unidos (Billboard Top Dance/Electronic Albums) | 3              |
| Finlândia (IFPI)                                       | 16             |
| França (SNEP)                                          | 2              |
| Grécia (IFPI)                                          | 2              |
| Holanda (Mega Charts)                                  | 11             |
| Irlanda (IRMA)                                         | 4              |
| Itália (FIMI)                                          | 8              |
| Noruega (VG-lista)                                     | 3              |
| Nova Zelândia (RMNZ)                                   | 8              |
| Polônia (ZPAV)                                         | 13             |
| Portugal (AFP)                                         | 6              |
| Reino Unido (UK Albums Chart)                          | 2              |
| Suécia (Sverigetopplistan)                             | 7              |
| Suíça (Schweizer Hitparade)                            | 6              |
| Paradas (2013)                                         | Melhor posição |
| Estados Unidos (Billboard Top Catalog Albums)          | 1              |
| Paradas (2021)                                         | Melhor posição |
| Estados Unidos (Billboard Top Dance/Electronic Albums) | 1              |

| Paradas (2001)                                         | Posição |
| ------------------------------------------------------ | ------- |
| Alemanha (Offizielle Top 100)                          | 37      |
| Austrália (ARIA Charts)                                | 100     |
| Áustria (Ö3 Austria Top 40)                            | 69      |
| Bélgica (Ultratop 50 Flandres)                         | 33      |
| Bélgica (Ultratop 40 Valônia)                          | 20      |
| European Top 100 Albums (Music & Media)                | 29      |
| França (SNEP)                                          | 15      |
| Holanda (Mega Charts)                                  | 81      |
| Reino Unido (UK Albums Chart)                          | 48      |
| Suíça (Schweizer Hitparade)                            | 54      |
| Paradas (2002)                                         | Posição |
| França (SNEP)                                          | 96      |
| Paradas (2013)                                         | Posição |
| Bélgica (Ultratop Midprice Flandres)                   | 42      |
| Bélgica (Ultratop Midprice Valônia)                    | 26      |
| Paradas (2018)                                         | Posição |
| Estados Unidos (Billboard Top Dance/Electronic Albums) | 22      |
| Paradas (2020)                                         | Posição |
| Estados Unidos (Billboard Top Dance/Electronic Albums) | 22      |
| Paradas (2021)                                         | Posição |
| Bélgica (Ultratop 40 Valônia)                          | 196     |
| Estados Unidos (Billboard Top Dance/Electronic Albums) | 18      |
| Paradas (2022)                                         | Posição |
| Bélgica (Ultratop 40 Valônia)                          | 179     |
| Estados Unidos (Billboard Top Dance/Electronic Albums) | 15      |
| Paradas (2023)                                         | Posição |
| Estados Unidos (Billboard Top Dance/Electronic Albums) | 11      |

## Certificações
| País                  | Certificação | Vendas    |
| --------------------- | ------------ | --------- |
| Alemanha (BVMI)       | Ouro         | 150.000+  |
| Austrália (ARIA)      | Ouro         | 35.000+   |
| Bélgica (BEA)         | Platina      | 50.000+   |
| Canadá (Music Canada) | Ouro         | 50.000+   |
| Dinamarca (IFPI)      | Platina      | 20.000+   |
| Estados Unidos (RIAA) | Ouro         | 805.000+  |
| França (SNEP)         | 3× Platina   | 600.000+  |
| Itália (FIMI)         | Ouro         | 25.000+   |
| Japão (RIAJ)          | Platina      | 200.000+  |
| Reino Unido (BPI)     | 2× Platina   | 600.000+  |
| Suíça (IFPI)          | Ouro         | 20.000+   |
| Resumo                | Certificação | Vendas    |
| Europa (IFPI)         | 2× Platina   | 2.000.000 |